# Märchenprinz (Lied)
Märchenprinz ist ein Lied der österreichischen Pop-Rock-Band Erste Allgemeine Verunsicherung aus dem Jahr 1985.

## Entstehung und Veröffentlichung
Geschrieben und produziert wurde das Lied gemeinsam von den EAV-Mitgliedern, wobei die Komposition von allen Bandmitgliedern stammt, während der Text alleine von Thomas Spitzer verfasst wurde. Bei der Produktion bekam die Band Unterstützung durch Peter Müller.
Die Erstveröffentlichung von Märchenprinz erfolgte am 25. Juni 1985 als Teil von Geld oder Leben! bei EMI Columbia (Katalognummer: 13 3363 1), dem fünften Studioalbum der Ersten Allgemeinen Verunsicherung. Am 17. März 1986 erschien das Lied als Singleauskopplung aus dem Album. Diese erschien als 7″-Single mit der B-Seite Einsamkeit (Katalognummer: 13 3375 7) sowie als 12″-Single, die um die zweite B-Seite Wir jetten erweitert wurde (Katalognummer: 13 3379 6).
Die Gruppe hatte mit dem Lied einen Liveauftritt in der ARD-Musikshow Känguru am 7. April 1986 sowie am 21. Mai 1986 in der ZDF-Hitparade. Darüber hinaus trat die Band mit dem Lied am 15. November 1998 in der Musiksendung Musik liegt in der Luft auf.

## Inhalt
Das Lied erzählt aus der Geschichte eines männlichen lyrischen Ichs, das auf der Suche nach dem weiblichen Geschlecht ist, also der Liebe. Um diese zu finden, meidet der Protagonist die Großstadt und fährt stattdessen in die Provinz. Beim Betreten einer Diskothek wird ihm schnell klar, dass hier der „Furchenadel“ regiert und dass er hier wahrscheinlich schlechte Karten haben wird. Dies bestätigt sich auch, als er erfahren muss, wie mehrere „Heide-Girls“ kein langlebiges Empfinden für ihn zeigen. Als er schlussendlich aufgibt und sich auf den Nachhauseweg begibt, wird er von einem Polizisten angehalten, da dieser seine Ausweise sehen sowie einen Promilletest durchführen möchte. Der „Märchenprinz“ aber weigert sich und geht stattdessen mit einer Frau im Gepäck zu Fuß nach Hause, wie das Musikvideo zeigt.

## Chartplatzierungen
| ChartsChartplatzierungen | Höchstplatzierung | Wochen/ Monate |
| ------------------------ | ----------------- | -------------- |
| Deutschland (GfK)        | 16 (3 Wo.)        | 3 Wo.          |
| Österreich (Ö3)          | 1 (4,5 Mt.)       | 4,5 Mt.        |

| ChartsJahrescharts (1986) | Platzierung |
| ------------------------- | ----------- |
| Österreich (Ö3)           | 5           |